# Peter Wingfield
Peter Wingfield, född 5 september 1962, är en walesisk skådespelare.

## Barn- och ungdomsår
Wingfield föddes i Cardiff och växte upp i Grangetown. Han var en duktig student som tyckte om sport, musik, friluftsliv och drama. Vid femton års ålder var han Walesisk mästare i simhopp. Efter sin A-levels började han på Brasenose College, Oxford, och 1982 började han på läkarutbildningen vid St Bartholomew's Hospital i London. Han ägnade emellertid inte all tid till medicinstudier. Sommaren 1980 tillbringade han sitt lov på National Youth Theatre of Wales, där han upptäckte känslan av kamratskap och tillhörighet som kännetecknar verkligt framstående skådespelartrupper. Hans fyra veckor med denna ungdomsteater förändrade honom på ett sätt han inte till fullo uppskattade vid den tiden. Han arbetade även under sina collegeår vid Brasenose Little Theatre, som skådespelare och producent i en mängd olika pjäser.
Strax innan han var klar med sitt femte och sista år på St Bartholomew's 1987, insåg Wingfield att jobbet som läkare inom den moderna medicinen inte var något för honom. Han hade börjat läsa till läkare med en idealistisk syn på läkare som osjälviska vårdgivare. Verkligheten på sjukhus med den alltför ofta själviska inställning hos vissa läkare, gjorde honom både besviken och ledsen. En månad innan han skulle avlägga examen bestämde han sig för att hoppa av läkarutbildningen och istället satsa på skådespeleriet som heltidsarbete.

## Tidig skådespelarkarriär
Wingfield började sin formella skådespelarutbildning på Guildhall School of Music and Drama i London, som låg tvärs över gatan från St Bart's Hospital. Hans utbildning omfattade allt som en framgångsrik skådespelare behöver i sin repertoar, bland annat röst, rörelse och skådespelarfärdigheter som behövs för att vara framgångsrik i allt från teatrar till radio och mim. 1990 valdes han ut för att konkurrera om BBC s Carleton Hobbs Award för radio, som han sedan vann. 
1990, strax efter att ha lämnat dramaskolan, fick han sin första TV-roll som taxichaufför i filmen Antonia och Jane. Anledningen till att han fick rollen var att han visste hur man körde bil.
Wingfield medverkade regelbundet på brittisk TV, och var med i flera produktioner. Hans sista stora roll i brittisk TV var som Tom Kirby i serien Noas Ark 1997. Där spelade han rollen som veterinär. Wingfield var emellertid tvungen att ta medicin då han var allergisk mot djur. Ett positivt resultat av serien är att exponering mot djur verkar ha minskat hans allergi.
I slutet av 1990-talet spelade Peter rollen som Simon Pemberton i BBC Radio 4:s serie The Archers. 

## Senare skådespelarkarriär
En stor internationell publik lärde känna honom som Methos, den äldsta levande odödlige i TV-serien Highlander. 
Wingfield har varit med i många nordamerikanska TV-produktioner för både Kanadensiska och Amerikanska företag, till exempel som Dr Robert Helm i Queen of Swords, som Tanith i Stargate SG-1 och som Lach i Andromeda.
Från augusti 2006 till oktober 2007, medverkade han i BBC:s medicinska drama Holby City, där han spelade kirurgkonsulten Daniel Clifford. 
Wingfield spelar den återkommande rollen som David Emmerson i TV-serien 24:as sjunde säsong som hade premiär den 11 januari 2009. Han spelade också Dr Watson i science fiction-serien Sanctuary.
Utöver Antonia och Jane, har Wingfield varit med i spelfilmer som X-Men 2, Catwoman, Highlander: Endgame och Highlander: The Source (som Methos),  och The Edge av Madness.
Samtidigt som han spelade in femte Highlander filmen Highlander: The Source, bekände han sin kärlek till karaktären Methos: 
| ” | And I have to say, the first day of filming was unexpectedly emotional for me. As I put on the long black coat and drove to the set in the pre-dawn gloom, I could feel the presence of an old friend I have not seen for some years now. Really, in a very physical way, I could 'feel' him. And I was overwhelmed, possessed even, by the sense of him, tears welling up in my eyes as I formed the words in my head, over and over again, "Methos is alive. | „ |

## Privatliv
Wingfield är officiellt pensionerad som simhoppare, men fortfarande en fokuserad idrottsman. Han springer så ofta som hans schema tillåter, och hoppas en dag att uppfylla sitt personliga mål, att springa ett maraton på under tre timmar. Han måste bara förbättra sitt personliga rekord med en minut och tjugoåtta sekunder.
Han är sedan 1998 gift med Carolyn Stewart som han har ett barn med.

## Filmografi – i urval

### Filmer
- Uncovered (1994) – Max
- Highlander: Endgame (2000) – Methos
- Edge of Madness (2002) - Reverend Walter McBain
- X-Men 2 (2003) - Stryker Soldier Lyman
- Catwoman (2004) - Dr. Ivan Slavicky
- Baby Geniuses 2 (2004) - Crowe
- The Lazarus Child (2004) – Banker
- The Last Sin Eater (2007) - The Sin Eater
- Highlander: The Source (2007) - Methos
- Stonehenge Apocalypse (2010) - Dr. John Trousdale

### TV-serier
- Soldier Soldier (1991) - Lt. Nick Pasco (6 avsnitt)
- Medics (1990–1992) – Dr. Alex Taylor, medical student  (10 avsnitt)
- 1994 – Martin Chuzzlewit (TV-serie) - John Westlock (4 avsnitt)
- Noah's Ark (1997) - Tom Kirby (6 avsnitt)
- Highlander (1995–1998) – Adam Pierson / Methos (22 avsnitt)
- Cold Squad (1998–1999)  - Insp. Simon Ross (14 avsnitt)
- Queen of Swords (2000–2001)  - Dr. Robert Helm (9 avsnitt)
- Stargate SG-1 (2000–2001)  - Tanith (3 avsnitt)
- Touching Evil (2004) - OSC Agent Jon Krakauer (4 avsnitt)
- Förhäxad (2006) - Salek (1 avsnitt)
- Holby City (2006–2008)  - Dan Clifford (44 avsnitt)
- Sanctuary (2008–2009) - Dr. James Watson (2 avsnitt)
- 24 (2009) - David Emerson (5 avsnitt)